# 終わりなき旅路の中で…
「終わりなき旅路の中で…」（おわりなきたびじのなかで…）は、日本のシンガーソングライター、清木場俊介の楽曲である。

## 概要
作詞は清木場俊介、作曲は清木場俊介と川根来音の共作。編曲は弥吉淳二、ストリングスアレンジは岡村美央。
曲の初出はレンタル限定ミニアルバム『BALLAD SELECTION』であり、後にオリジナルアルバム『ROCK&SOUL』にも収録されている。また『ROCK&SOUL』に収録するにあたって、冒頭やエンディングにコーラスが追加された。
この楽曲はドキュメンタリー・ミュージックビデオ宇部三部作 旅路の書篇にあたる。
歌詞について清木場は「歌詞を書きながら恐怖を覚えた。世界のことや戦争のこと、人が人を殺すこと…そういった社会の問題を、自分がどこまで掘り下げていくべきなんだろう、どこまで探っていいのだろうかって…、本当に分からずに手探り状態だった。「FAKE」みたいな言葉遊びで怒りをぶちまける、みたいな歌詞のほうがラクだったりする。今回のようにテーマが大きすぎるくらい大きな、答えが見つからないことを唄うのって、本当に難しいなと思った。」と後に語っている。また「“人間じゃろうが!”に変わる曲」とも言っている。

## 参加ミュージシャン
- 清木場俊介：Vocal, Chorus
- 玉田童夢：Drums
- 小池ヒロミチ：Electric Bass
- 弥吉淳二：Electric Guitar, Acoustic Guitar, Tambourine
- 染谷俊：Piano
- 岡村美央ストリングス：Strings
- 清木場ちびっこコーラス隊：Chorus
  - 相澤海花
  - 青島百花
  - 藤澤佑太
  - 池田莉紗
  - 池田麗温
  - 石本駿
  - 板倉可奈
  - 大北啓太
  - 小倉楓果
  - 河合優衣
  - 川嶋碧波
  - 木村里緒
  - 齋藤亜美
  - 佐久間大地
  - 須賀瑛翔
  - 田中麻琴
  - 田中美優
  - 中村莉緒
  - 成冨誓真
  - 服部有那
  - 広瀬葉月
  - 前川笑瑚
  - 松井萌華
  - 森田凪沙
  - 山口明日香
  - 山口万里萌
  - 山野井知優
  - 吉田ひな

## 収録作品
- ミニアルバム『BALLAD SELECTION』（2010年10月27日）
- オリジナルアルバム『ROCK&SOUL』（2010年11月24日）
- ライブアルバム『ROCK&SOUL 2010-2011 LIVE』（2011年6月29日）

## ライブ披露
- LIVE TOUR「清木場俊介 ROCK&SOUL 2010-2011」(2010年12月18日 - 2011年4月24日)
- 「清木場俊介 フリーライブ 〜旅路の書〜」(2011年2月11日)

## 収録映像作品
- 『ドキュメンタリー・ミュージックビデオ 宇部三部作 完全版』（2011年5月25日）
- 『日本武道館 -2011年4月24日 ROCK&SOUL 2010-2011 TOUR FINAL-』（2011年7月27日）